# 美山村立北山中学校
美山村立北山中学校（みやまそんりつ　きたやまちゅうがっこう）は、かつて岐阜県山県郡美山村（後の美山町。現・山県市）に存在した公立中学校。

## 概要
- 旧・山県郡北山村の中学校であった。1964年美山北中学校に統合され廃校。
- 校舎は北山小学校の校舎を共用していた。

## 沿革
- 1947年（昭和22年）4月 - 山県郡北山村に北山村立北山中学校として開校。北山小学校の教室を使用。仲越小学校に仲越分校を併設。
- 1950年（昭和25年） - 北山小学校校舎を改築。中学校教室を増設。
- 1953年（昭和28年）4月1日 - 北山小学校に併設される。
- 1955年（昭和30年）4月1日 - 山県郡富波村、谷合村、葛原村、北山村、北武芸村、西武芸村と武儀郡乾村が合併し、美山村が発足。同時に美山村立北山中学校に改称する。
- 1964年（昭和39年）3月 - 美山北中学校に統合され廃校。仲越分校は美山北中学校仲越分校として存続する。